# 萨尔宰
萨尔宰（法語：Sarzay，法語發音：[saʁzɛ]）是法国安德尔省的一个市镇，属于拉沙特尔区。

## 地理
萨尔宰（46°36'6"N, 1°54'16"E）面积18.3 平方千米，位于法国中央-卢瓦尔河谷大区安德尔省，该省份为法国中部省份，北起卢瓦-谢尔省，西北接安德尔-卢瓦尔省，西南接维埃纳省，南至克勒兹省和上维埃纳省，东临谢尔省。
与萨尔宰接壤的市镇（或旧市镇、城区）包括：沙西尼奥勒、富日罗勒、勒马尼、蒙日夫赖、蒙蒂普雷、诺昂-维克、特朗佐。

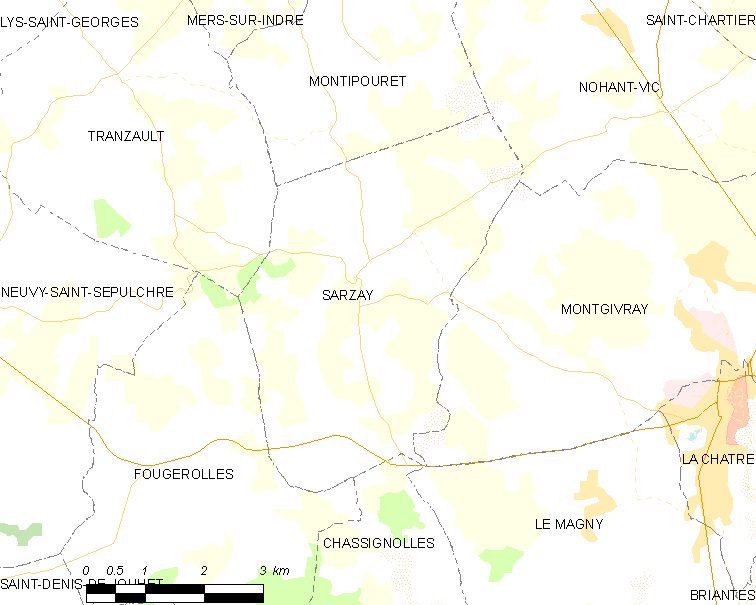
萨尔宰的OSM定位图

萨尔宰的时区为UTC+01:00、UTC+02:00（夏令时）。

## 行政
萨尔宰的邮政编码为36230，INSEE市镇编码为36210。

## 政治
萨尔宰所属的省级选区为讷维圣塞皮尔克县。

## 人口

1962-2008年间萨尔宰人口变化图示

萨尔宰于2022年1月1日时的人口数量为300人。